# Éliane de Meuse
Éliane Georgette Diane de Meuse (Bruxelas, 9 de agosto de 1899 — Forest, 3 de fevereiro de 1993) foi uma pintora belga.

## Biografia
Começou a pintar ainda jovem, com 14 anos, sob a orientação de Ketty Hope. Frequentou também o estúdio de Guillaume Van Strydonck, co-fundador do grupo Les XX  Em 1921 ganhou o Prémio Godecharle.
Estudando na Academia de Belas Artes de Bruxelas, conheceu seu futuro marido aos 17 anos, em 1920, o também pintor Max Constant Armand Van Dyck. Em 1916, Éliane de Meuse decidiu se tornar uma pintora, assim, ela entrou na Royal Academy of Fine Arts, em Bruxelas, onde estudou desenho com Jean Delville e depois deu início da vida de pintura em Herman Richir. 

## Exposição
- 1936: Palais de Beaux Arts de Bruxelas
- 1936: Circulo artistico de Anvers
- 1981: Galería Rencontre, Bruxelas
- 1982: Kelterhaus-Muffendorf, Bad Godesberg, Bonn
- 1991: Retrospectiva Éliane de Meuse, organizada pela Prefieutra e o ex Crédit Général, na sala da milicia e na sal ogival do Hôtel de Ville à Maison de La Louve, Grand-Place de Bruxelas

### Exposições colectivas principais
- 1937: Femmes artistes d'Europe, Galerie nationale du Jeu de Paume em Paris (França)[2]
- 1937-1938: L'Art belge, Carnegie Museum of Art, Pittsburgh (Estados Unidos)[3]
- 1939: Exposition du Progrès social, Galerie du Palais de la Mairie, Lille (França)
- 1996: Le Fauvisme brabançon[4], Cercle artistique communal de Waterloo (Bélgica)

## Bibliografía
- Éliane de Meuse , em: Les Concours Godecharle ont cent ans 1881-1981, p.36
- Paul Caso, Éliane de Meuse, Bruxelles: Prefilm, 1991 Catalogue commun des bibliothèques fédérales monographie trilingue FR-NL-EN de 88 pages
- Mabille M. e Geirlandt Karel J., Un demi-siècle d'expositions Palais des beaux-arts de Bruxelles, Bruxelas: Société des expositions du Palais des Beaux-Arts, 1981
- Zeebroek-Hollemans, Adriaens-Pannier, A., Le dictionnaire des peintres belges du XIVe siècle à nos jours; depuis les premiers maîtres des anciens Pays-Bas méridionaux et de la principauté de Liège, jusqu'aux artistes contemporains, 3 volumes, La Renaissance du Livre, département de De Boeck-Wesmael, Bruxelles, 1995 (noticia Éliane de Meuse, tome 1, p. 325) ISBN 2-8041-2012-0
- Benezit, Dictionnaire critique et documentaires des peintres, sculpteurs, dessinateurs et graveurs de tous les temps et de tous les pays en 14 volumes, Paris: Gründ, 1999 (noticia Éliane de Meuse, volume 9 - Maganza à Muller-Zschoppach -, p. 554) ISBN 2-7000-3019-2 (tome 9)
- (em inglês) Benezit Dictionary of artists, em 14 volumes, Paris, France, Gründ, 2006, Volume 9 (Maele-Müller), ISBN 2-7000-3070-2
- Paul Piron, Dictionnaire des artistes plasticiens de Belgique des XIXe et XXe siècles, Lasne: Art in Belgium, 2006, Volume 3, pages 235-238 ISBN|2-930338-53-9
- Alexia Creusen, Femmes artistes en Belgique XIXe et début XXe siècle, L'Harmattan, Paris ISBN 978-2-296-03372-6
- Gustaaf Janssens, archives du Palais royal de Bruxelles (rue Ducale n° 2, 1000 Bruxelles)
- Christian Desclez, Fauvisme brabançon, catalogue d'exposition, 14 septembre - 27 octobre 1996, Cercle artistique communal de Waterloo
- Bernadette de Visscher-d'Haeye, conférence Les fauves brabançons et la primauté de la Couleur, 17 octobre 1996, au Cercle artistique communal de Waterloo, (Les Écuries), à Waterloo.